# Amwrosij Paraschkewow

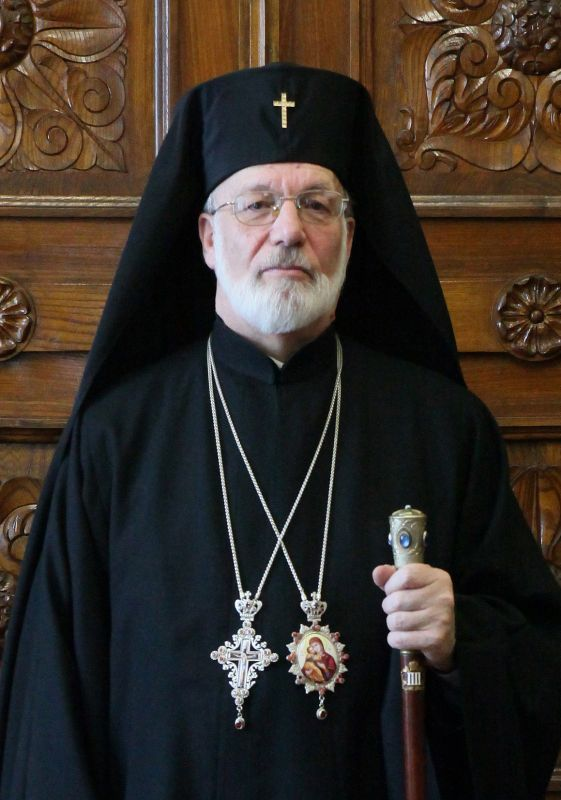
Metropolit Amwrosij

Amwrosij (bulgarisch Амвросий) weltlicher Name Aleksandar Aleksandrow Paraschkewow (auch Aleksandar Aleksandrov Parashkevov geschrieben, bulgarisch Александър Александров Парашкевов; * 9. Juni 1942 in Swischtow; † 18. August 2020 in Silistra) war ein bulgarischer orthodoxer Geistlicher, seit 2010 Metropolit der Diözese Dorostol der Bulgarisch-Orthodoxen Kirche, Mitglied des Heiligen Synods und ehemaliger Bischof mit der Titulatur „Branitzki“ (1998–2010).
Er starb im Alter von 78 Jahren an den Folgen von COVID-19.

## Einzelnachweis
1. 1 2  https://www.mediapool.bg/dorostolskiyat-mitropolit-amvrosiy-pochina-ot-koronavirus-news311160.html